# 2001 en astronautique
Chronologie de l'astronautique
- 1997
- 1998
- 1999
- 2000
- 2001
- 2002
- 2003
- 2004
- 2005

Cette page présente une chronologie des événements qui se sont produits pendant l'année 2001 dans le domaine de l'astronautique.

## Synthèse de l'année 2001

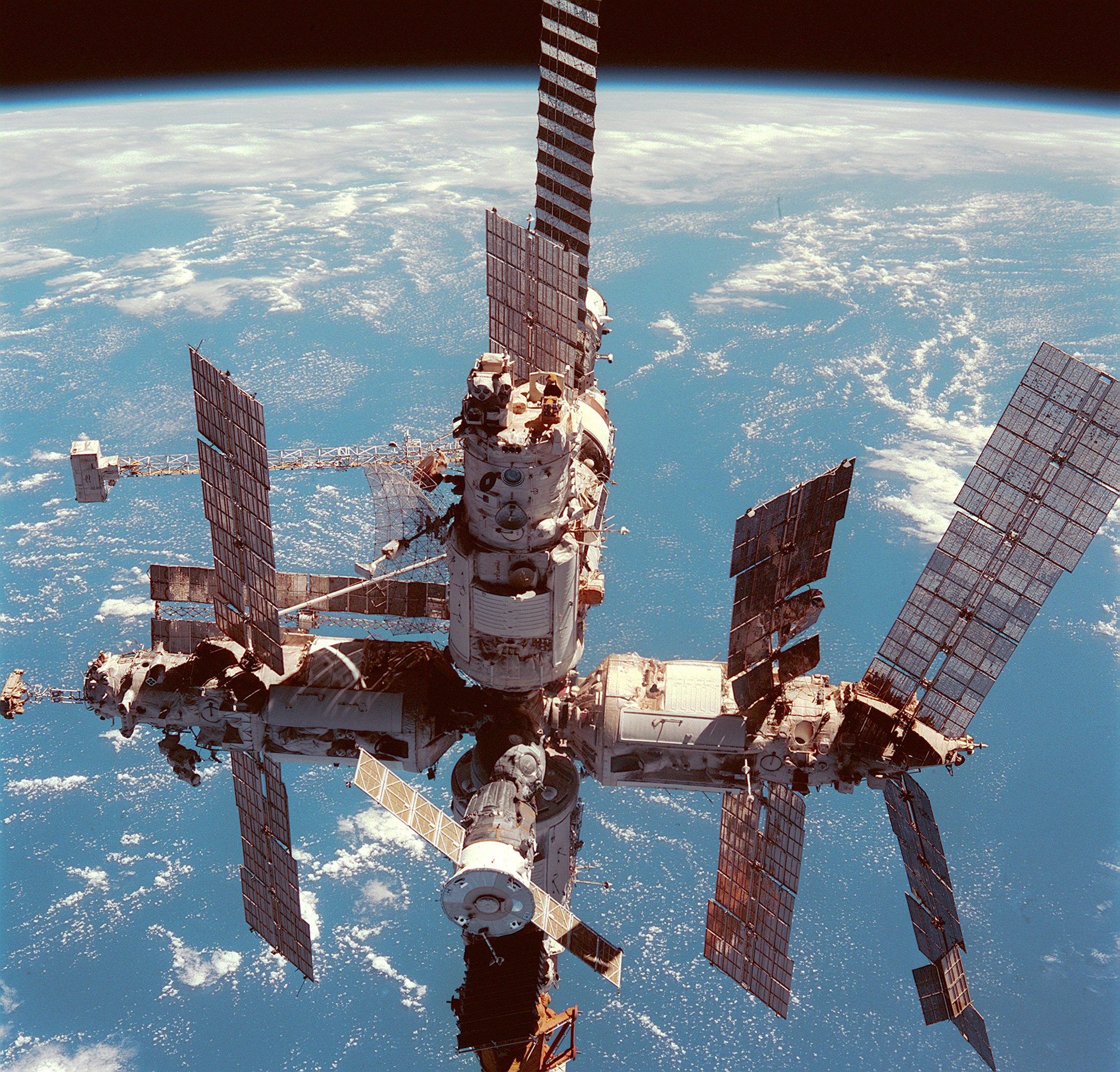
La station spatiale russe Mir est désorbitée en 2001

### Activité générale
L'activité spatiale connait un fort ralentissement en 2001 avec seulement 57 lancements contre 81 l'année précédente. Le chiffre est le plus bas depuis l'année 1963. Ce ralentissement est en grande partie dû au dégonflement de la bulle internet qui avait les années précédentes suscité le lancement d'un grand nombre de satellites de télécommunications commerciaux en orbite basse. Le nombre de vols commerciaux passe ainsi de 40 à 22 d'une année sur l'autre.

### Exploration du système solaire
La NASA lance en 2001 deux sondes spatiales.
- 2001 Mars Odyssey doit être placé en orbite autour de la planète Mars. Cet orbiteur doit dresser une carte de la distribution des minéraux et des éléments chimiques à la surface de Mars et détecter la  présence éventuelle d'eau  à l'aide de ses trois instruments scientifiques hérités en partie de la mission Mars Observer. La sonde réussit sa mise en orbite autour de Mars en 2002.
- Genesis a pour objectif de ramener sur Terre des échantillons des particules du vent solaire, flux d'ions et électrons énergétiques produit par le Soleil. La finalité de la mission était d'analyser en laboratoire les ions pour déterminer la composition du Soleil en éléments chimiques et la proportion des différents isotopes.

La sonde spatiale NEAR Shoemaker achève sa mission en se posant à la surface de l'astéroïde (433) Éros.

### Satellites scientifiques
WMAP  est une mission spatiale  de la NASA destinée à l'étude de l'anisotropie du fond diffus cosmologique avec comme objectif d'améliorer la précision des principaux paramètres cosmologiques comme l'âge de l'Univers et la proportion de ses composants : matière baryonique, matière noire  et énergie sombre. La finalité est de vérifier les hypothèses du modèle standard de la cosmologie.
Odin  est un petit satellite scientifique de l'agence spatiale suédoise chargé d'étudier l'ozone dans l'atmosphère terrestre ainsi que les molécules présentes dans les objets astronomiques tels que les nuages interstellaires, les comètes, etc.
TIMED est une mission scientifique de la NASA qui doit étudier la dynamique de la mésosphère et de la partie basse de la thermosphère et ses variations sur l'ensemble d'un cycle solaire.

### Engins expérimentaux
Artemis est un démonstrateur de l'Agence spatiale européenne  qui doit tester plusieurs nouvelles technologies dont l'utilisation d'un moteur ionique, les liaisons entre satellites par laser (instrument Silex, Semiconductor Laser Inter-Satellite Link Experiment) et les premiers composants du système de navigation par satellites européen EGNOS.
PROBA est le premier d'une série de micro-satellites de l'Agence spatiale européenne à faible coût destiné à la mise au point de nouvelles technologies spatiales.

### Vols habités
L'assemblage de la Station spatiale internationale progresse rapidement avec la mise en orbite du laboratoire américain Destiny  du sas Quest, du module d'amarrage Pirs et l'installation du bras robot Canadarm. La station spatiale russe Mir est détruite en effectuant une rentre atmosphérique contrôlée. La Russie met ainsi fin à une présence quasi continue de ses stations spatiales depuis le début des années 1970. La Chine poursuit son programme de préparation aux vols habités avec le lancement d'une mission sans équipage utilisant le vaisseau vaisseau Shenzhou.

### Lanceurs
Les lanceurs japonais H-IIA et indiens GSLV ainsi que les fusées russes Proton-M et Soyouz-FG effectuent leur premier vol en 2001. Le lanceur Ariane 5 subit un échec partiel dû à une défaillance de son troisième étage AESTUS dont la poussée et la durée de combustion sont inférieures aux valeurs prévues.

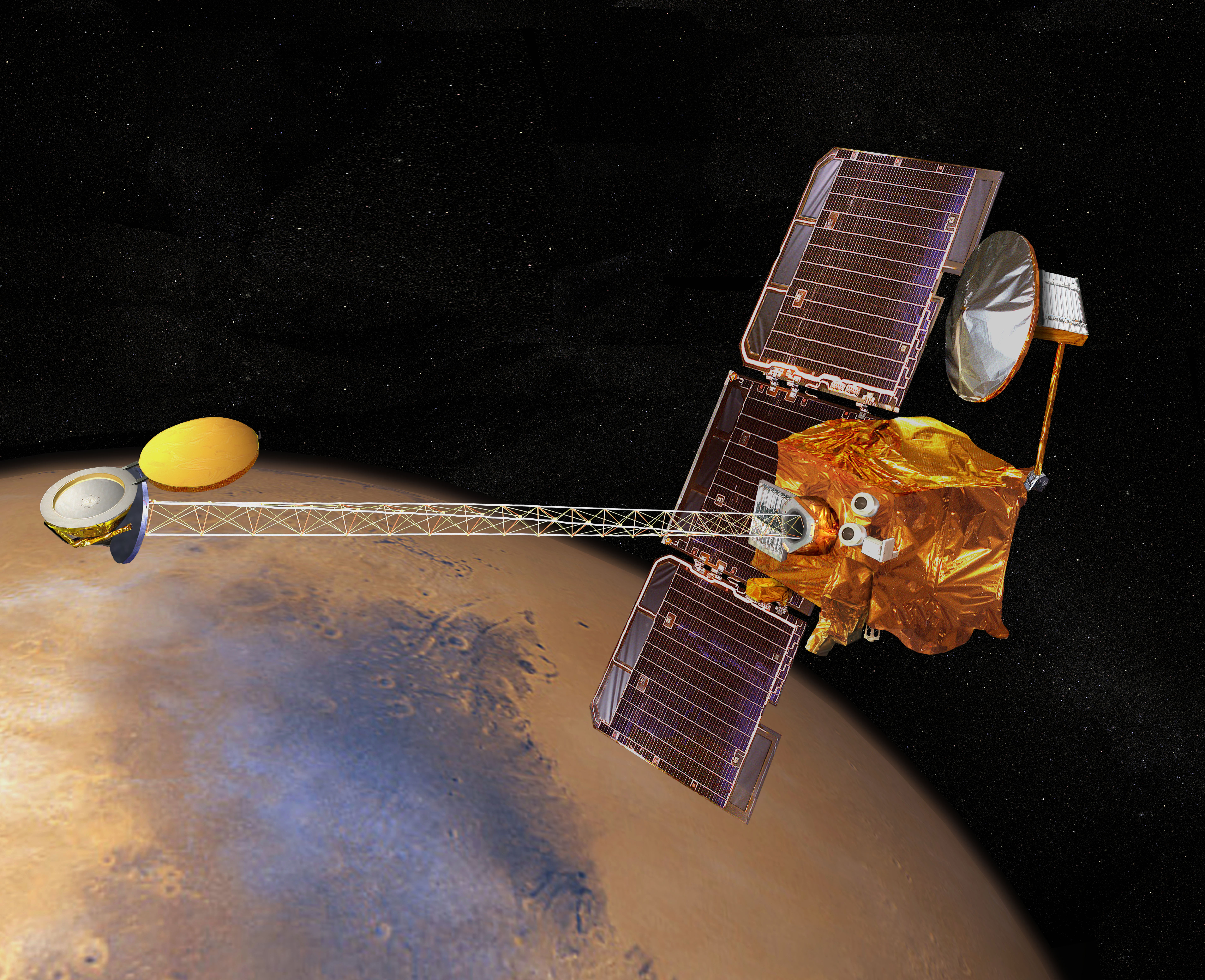
L'orbiteur 201er mars Odyssey (vue d'artiste)
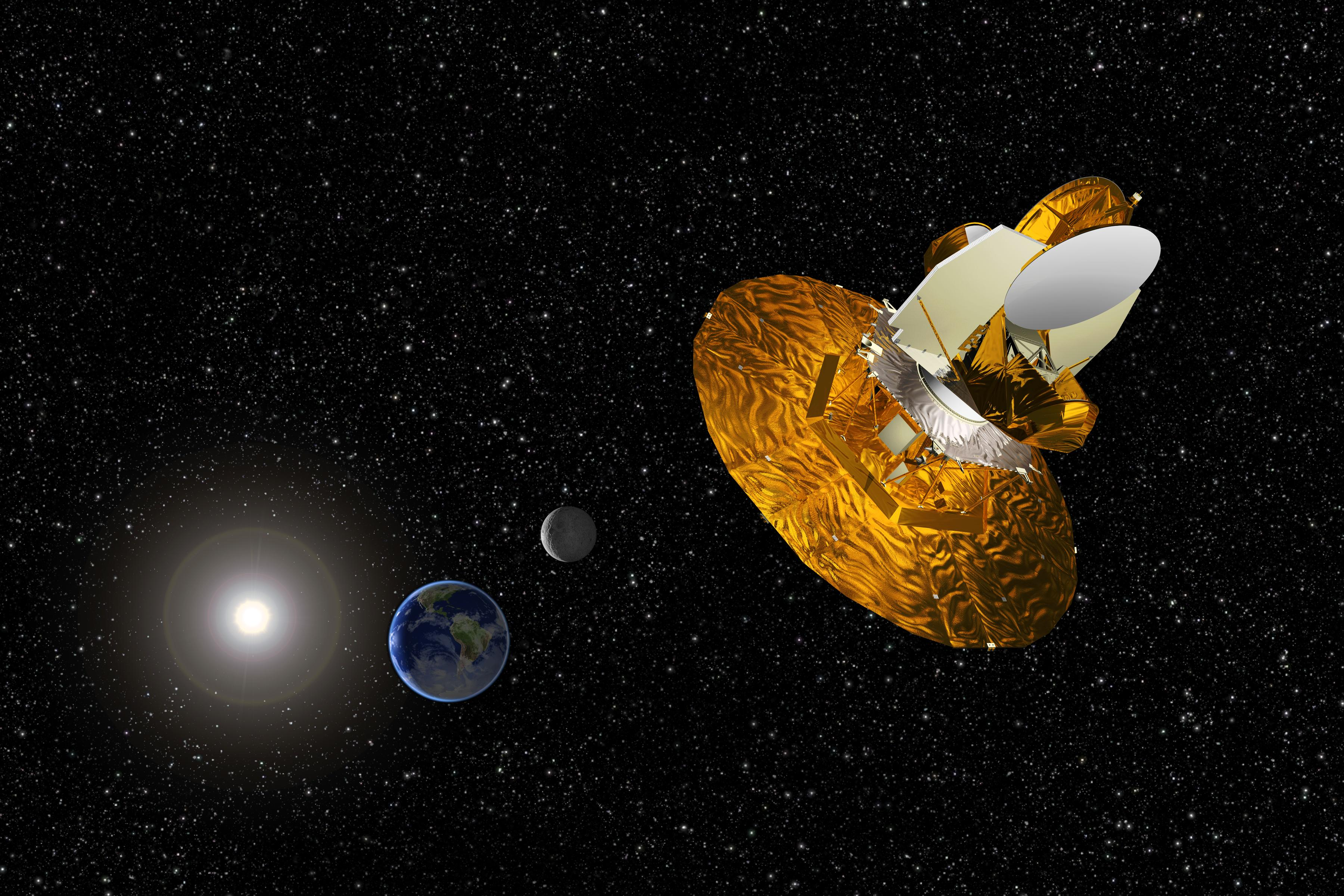
Vue d'artiste de WMAP (vue d'artiste)
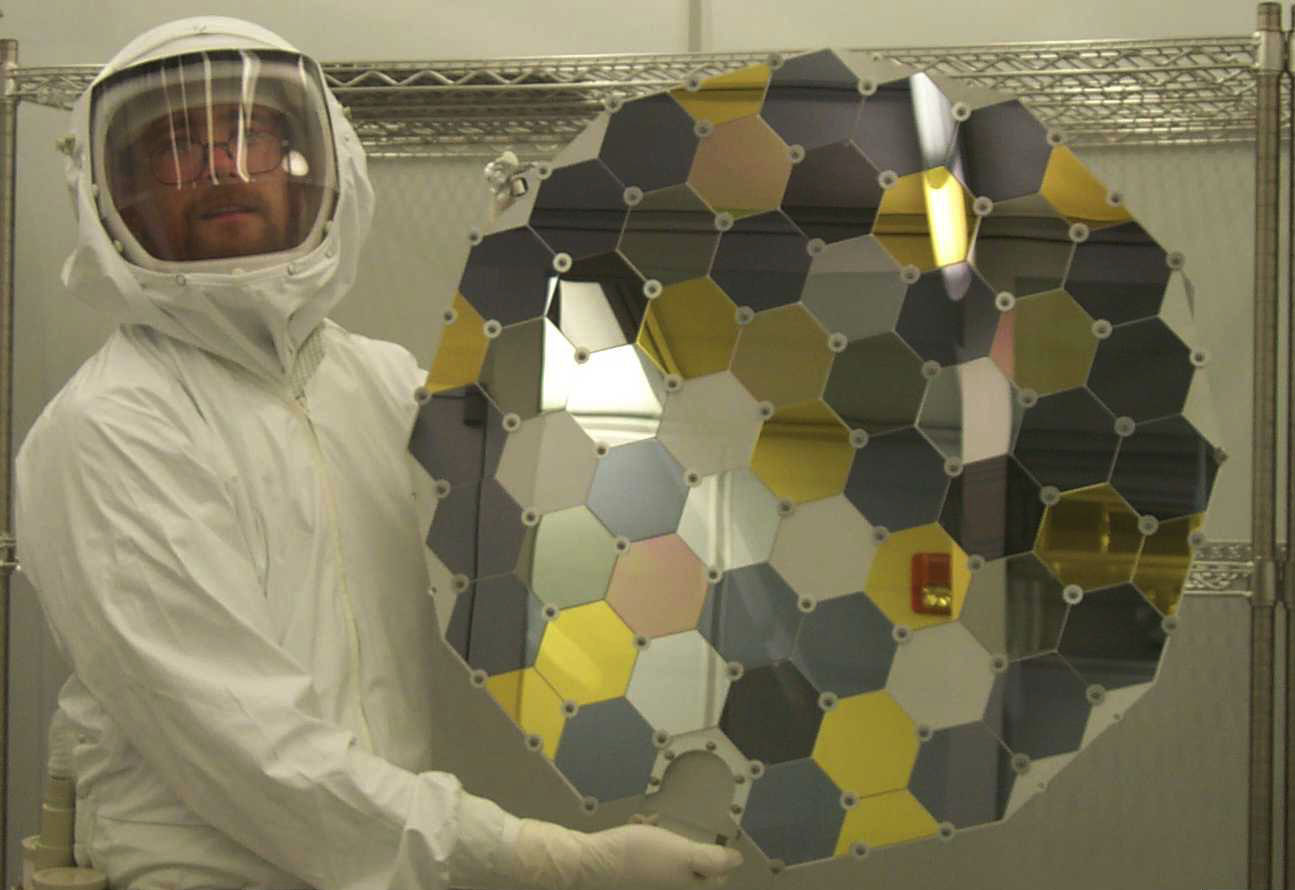
Un des cinq collecteurs principaux des particules de vent solaire de Genesis.

## Programmes spatiaux nationaux

### Chronologie

#### Janvier
| Date            | Lanceur           | Base de lancement | Type                   | Charge utile  | Notes                                              |
| 9 janvier 2001  | Longue Marche 2F  | Jiuquan           | Orbite basse           | Shenzhou 2    | Test vaisseau spatial                              |
| 10 janvier 2001 | Ariane 4 4P       | Kourou            | Orbite géostationnaire | Türksat 2A    | Satellite de télécommunications                    |
| 24 janvier 2001 | Soyouz-U-PVB      | Plessetsk         | Orbite basse           | Progress M1-5 | Désorbitation contrôlée de la station spatiale Mir |
| 30 janvier 2001 | Delta II 7925-9.5 | Cape Canaveral    | Orbite moyenne         | GPS IIR-7     | Satellite de navigation                            |

#### Février
| Date            | Lanceur                     | Base de lancement      | Type                   | Charge utile              | Notes                                                                            |
| 7 février 2001  | Ariane 4 4L                 | Kourou                 | Orbite géostationnaire | Sicral 1, Skynet 4F       | Satellites de télécommunications militaire                                       |
| 7 février 2001  | Navette spatiale américaine | Centre spatial Kennedy | Orbite basse           | Navette Atlantis (STS-98) | Assemblage de la Station spatiale internationale (Laboratoire américain Destiny) |
| 20 février 2001 | Start-1                     | Svobodny               | Orbite basse           | Odin                      | Étude de l'atmosphère terrestre, astronomie                                      |
| 26 février 2001 | Soyouz-U-PVB                | Plessetsk              | Orbite basse           | Progress M-44             | Ravitaillement station spatiale                                                  |
| 27 février 2001 | Titan 401B / Centaur        | Cape Canaveral         | Orbite géostationnaire | Milstar 4                 | Satellite de télécommunications militaires                                       |

#### Mars
| Date         | Lanceur                     | Base de lancement         | Type                   | Charge utile                | Notes                            |
| 8 mars 2001  | Navette spatiale américaine | Centre spatial Kennedy    | Orbite basse           | Navette Discovery (STS-102) | Ravitaillement station spatiale  |
| 8 mars 2001  | Ariane 5 G                  | Kourou                    | Orbite géostationnaire | Eurobird 1, BSat-2a         | Satellites de télécommunications |
| 18 mars 2001 | Zenit-3SL                   | Plate-forme Ocean Odyssey | Orbite géostationnaire | XM-2                        | Satellite de télécommunications  |

#### Avril
| Date          | Lanceur                     | Base de lancement      | Type                   | Charge utile                | Notes                                                                        |
| 7 avril 2001  | Proton-M/Briz-M             | Plessetsk              | Orbite géostationnaire | Ekran-M No. 18L             | Satellite de télécommunications ; 1er vol de la version Proton-M             |
| 7 avril 2001  | Delta II 7925-9.5           | Cape Canaveral         | Orbite héliocentrique  | 2001 Mars Odyssey           | Orbiteur martien                                                             |
| 18 avril 2001 | GSLV                        | Satish Dhawan          | Orbite géostationnaire | GSAT-1 (en)                 | Satellite de télécommunications ; vol inaugural ; Échec partiel du lancement |
| 19 avril 2001 | Navette spatiale américaine | Centre spatial Kennedy | Orbite basse           | Navette Endeavour (STS-100) | Ravitaillement station spatiale, premier vol du module MPLM                  |
| 28 avril 2001 | Soyouz-U-PVB                | Plessetsk              | Orbite basse           | Soyouz TM-32                | Relève équipage station spatiale                                             |

#### Mai
| Date        | Lanceur           | Base de lancement         | Type                   | Charge utile      | Notes                                                   |
| 8 mai 2001  | Zenit-3SL         | Plate-forme Ocean Odyssey | Orbite géostationnaire | XM-1              | Satellite de télécommunications                         |
| 15 mai 2001 | Proton-K / DM-2M  | Plessetsk                 | Orbite géostationnaire | PAS 10            | Satellite de télécommunications                         |
| 18 mai 2001 | Delta II 7925-9.5 | Cape Canaveral            | Orbite géostationnaire | GeoLITE           | Satellite de télécommunications militaire expériemental |
| 20 mai 2001 | Soyouz-FG         | Plessetsk                 | Orbite basse           | Progress M1-6     | Ravitaillement station spatiale                         |
| 29 mai 2001 | Soyouz-U-PVB      | Plessetsk                 | Orbite basse           | Iantar-4K2 Kobalt | Satellite de reconnaissance                             |

#### Juin
| Date         | Lanceur          | Base de lancement | Type                                     | Charge utile                         | Notes                                    |
| 8 juin 2001  | Cosmos-3M        | Plessetsk         | Orbite basse                             | Parus                                | Satellite de navigation militaire        |
| 9 juin 2001  | Ariane 4 4L      | Kourou            | Orbite géostationnaire                   | Intelsat 901                         | Satellite de télécommunications          |
| 16 juin 2001 | Proton-K/DM-2M   | Plessetsk         | Orbite géostationnaire                   | Astra 2C                             | Satellite de télécommunications          |
| 19 juin 2001 | Atlas IIAS       | Cape Canaveral    | Orbite moyenne                           | ICO (en) F2                          | Satellite de télécommunications          |
| 30 juin 2001 | Delta II 7425-10 | Cape Canaveral    | Orbite de Lissajous Point de Lagrange L2 | Wilkinson Microwave Anisotropy Probe | Cartographie du fond diffus cosmologique |

#### Juillet
| Date            | Lanceur                     | Base de lancement      | Type                   | Charge utile               | Notes |
| 12 juillet 2001 | Navette spatiale américaine | Centre spatial Kennedy | Orbite basse           | Navette Atlantis (STS-104) | Ravitaillement station spatiale, ajout du sas Quest                                                                     |
| 12 juillet 2001 | Ariane 5 G                  | Kourou                 | Orbite géostationnaire | Artemis, BSat-2b           | Satellite de télécommunications expérimental ; Échec partiel du lancement - satellites placés sur une orbite trop basse |
| 20 juillet 2001 | Molnia M                    | Plessetsk              | Orbite de Molnia       | Molniya-3                  | Satellite de télécommunications                                                                                         |
| 23 juillet 2001 | Atlas IIA                   | Cape Canaveral         | Orbite géostationnaire | GOES M                     | Satellite météorologique                                                                                                |
| 31 juillet 2001 | Tsiklon-3                   | Plessetsk              | Orbite basse           | Koronas F                  | Observatoire solaire |

#### Août
| Date         | Lanceur                     | Base de lancement      | Type                    | Charge utile                | Notes                                            |
| 6 août 2001  | Titan 402B/IUS              | Cape Canaveral         | Orbite géostationnaire  | DSP                         | Satellite d'alerte avancée                       |
| 8 août 2001  | Delta II 7326-9.5           | Cape Canaveral         | Orbite héliocentrique   | Genesis                     | Étude du vent solaire                            |
| 10 août 2001 | Navette spatiale américaine | Centre spatial Kennedy | Orbite basse            | Navette Discovery (STS-105) | Ravitaillement station spatiale, relève équipage |
| 21 août 2001 | Soyouz-U-PVB                | Plessetsk              | Orbite basse            | Progress M-45               | Ravitaillement station spatiale                  |
| 24 août 2001 | Proton-K / DM-2             | Plessetsk              | Orbite de Molnia        | Oko-1 No. 7124              | Satellite d'alerte précoce                       |
| 29 août 2001 | H-IIA 202                   | Tanegashima            | Orbite haute elliptique | LRE                         | Géodésie ; Vol inaugural                         |
| 30 août 2001 | Ariane 4 4L                 | Kourou                 | Orbite géostationnaire  | Intelsat 902                | Satellite de télécommunications                  |

#### Septembre
| Date              | Lanceur      | Base de lancement | Type                   | Charge utile               | Notes                                                     |
| 8 septembre 2001  | Atlas IIAS   | Vandenberg        | Orbite moyenne         | NOSS Intruder 5 SC1 et SC2 | Satellites d'écoute électronique navale                   |
| 14 septembre 2001 | Soyouz-U-PVB | Plessetsk         | Orbite basse           | Progress M-SO1, Pirs       | Ravitaillement station spatiale, ajout d'un module        |
| 21 septembre 2001 | Taurus 2110  | Vandenberg        | Orbite polaire         | OrbView-4, ....            | Observation de la Terre (commercial) ; Échec du lancement |
| 25 septembre 2001 | Ariane 4 4P  | Kourou            | Orbite géostationnaire | Atlantic Bird 2            | Satellite de télécommunications                           |
| 30 septembre 2001 | Athena-1     | Kodiak            | Orbite basse           | Starshine 3                | Étude de l'atmosphère                                     |

#### Octobre
| Date            | Lanceur          | Base de lancement | Type                   | Charge utile               | Notes                                      |
| 5 octobre 2001  | Titan 404B       | Vandenberg        | Orbite basse           | KH-11 (ou Kennan, Crystal) | Satellite de reconnaissance optique        |
| 6 octobre 2001  | Proton-K/DM-2    | Plessetsk         | Orbite géostationnaire | Raduga Globus-1            | Satellite de télécommunications militaires |
| 11 octobre 2001 | Atlas IIAS       | Cape Canaveral    | Orbite de Molnia       | QUASAR 14                  | Satellite de télécommunications militaires |
| 18 octobre 2001 | Delta II 7320-10 | Vandenberg        | Orbite héliocentrique  | QuickBird 2                | Observation de la Terre                    |
| 21 octobre 2001 | Soyouz-U-PVB     | Plessetsk         | Orbite basse           | Soyouz TM-33               | Relève équipage station spatiale           |
| 22 octobre 2001 | PSLV             | Satish Dhawan     | Orbite polaire         | TES, PROBA-1, BIRD 1       | Satellites technologiques                  |
| 25 octobre 2001 | Molnia M         | Plessetsk         | Orbite de Molnia       | Molniya-3                  | Satellite de télécommunications            |

#### Novembre
| Date             | Lanceur      | Base de lancement | Type                   | Charge utile  | Notes                           |
| 26 novembre 2001 | Soyouz-FG    | Plessetsk         | Orbite basse           | Progress M1-7 | Ravitaillement station spatiale |
| 27 novembre 2001 | Ariane 4 4LP | Kourou            | Orbite géostationnaire | DirecTV -4S   | Satellite de télécommunications |

#### Décembre
| Date              | Lanceur                     | Base de lancement      | Type           | Charge utile                            | Notes                                                             |
| 1er décembre 2001 | Proton-K/DM-2               | Plessetsk              | Orbite moyenne | GLONASS Ouragan-M No. 711, 7789 et 790  | Satellites de navigation (3)                                      |
| 5 décembre 2001   | Navette spatiale américaine | Centre spatial Kennedy | Orbite basse   | Navette Endeavour (STS-108)             | Ravitaillement station spatiale                                   |
| 7 décembre 2001   | Delta II 7920-10            | Vandenberg             | Orbite basse   | Jason-1, TIMED                          | Étude des océans (Jason), Étude de l'atmosphère                   |
| 10 décembre 2001  | Zenit-2                     | Plessetsk              | Orbite polaire | Meteor-3M No. 1, Kompass, …             | Satellite météorologique (Meteor), Détection tremblement de terre |
| 21 décembre 2001  | Tsiklon-2                   | Plessetsk              |                | US-PM-U                                 |                                                                   |
| 28 décembre 2001  | Tsiklon-3                   | Plessetsk              | Orbite basse   | Strela-3 x 3, Gonets-D1 No. 10,11 et 12 | Satellites de télécommunications (6)                              |

### Vols orbitaux

#### Par pays
| Pays       | Lancements | Succès | Échecs | Échecs partiels | Remarques |
| ---------- | ---------- | ------ | ------ | --------------- | --------- |
| Chine      | 1          | 1      |        |                 |           |
| États-Unis | 21         | 20     | 1      |                 |           |
| Europe     | 8          | 7      |        | 1               |           |
| Inde       | 1          |        |        | 1               |           |
| Japon      | 1          | 1      |        |                 |           |
| Russie/CEI | 25         | 25     |        |                 |           |
| Total      | 57         | 54     | 1      | 2               |           |

#### Par lanceur
| Lanceur          | Pays       | Lancements | Succès | Échecs | Échecs partiels | Remarques     |
| ---------------- | ---------- | ---------- | ------ | ------ | --------------- | ------------- |
| Ariane 4         | Europe     | 6          | 6      |        |                 |               |
| Ariane 5 G       | Europe     | 2          | 1      |        | 1               |               |
| Athena I         | États-Unis | 1          | 1      |        |                 |               |
| Atlas II         | États-Unis | 4          | 4      |        |                 |               |
| Delta II         | États-Unis | 7          | 7      |        |                 |               |
| GSLV             | Inde       | 1          |        |        | 1               | Vol inaugural |
| H-IIA            | Japon      | 1          | 1      |        |                 | Vol inaugural |
| Kosmos-3M        | Russie     | 1          | 1      |        |                 |               |
| Longue Marche 2F | Chine      | 1          | 1      |        |                 |               |
| Molnia-M         | Russie     | 2          | 2      |        |                 |               |
| Navette spatiale | États-Unis | 5          | 5      |        |                 |               |
| Proton-K         | Russie     | 5          | 5      |        |                 |               |
| Proton-M         | Russie     | 1          | 1      |        |                 | Vol inaugural |
| PSLV             | Inde       | 1          | 1      |        |                 |               |
| Soyouz-FG        | Russie     | 2          | 2      |        |                 |               |
| Soyouz-U         | Russie     | 7          | 7      |        |                 |               |
| Start-1          | Russie     | 1          | 1      |        |                 |               |
| Taurus           | États-Unis | 1          |        | 1      |                 |               |
| Titan            | États-Unis | 3          | 3      |        |                 |               |
| Tsiklon-2        | Russie     | 1          | 1      |        |                 |               |
| Tsiklon-3        | Russie     | 2          | 2      |        |                 |               |
| Zenit            | Russie     | 3          | 3      |        |                 |               |

#### Par site de lancement
| Site                     | Pays       | Lancements | Succès | Echecs | Echecs partiels | Remarques |
| ------------------------ | ---------- | ---------- | ------ | ------ | --------------- | --------- |
| Cape Canaveral           | États-Unis | 10         | 10     |        |                 |           |
| Jiuquan                  | Chine      | 1          | 1      |        |                 |           |
| Kennedy                  | États-Unis | 5          | 5      |        |                 |           |
| Kodiak                   | États-Unis | 1          | 1      |        |                 |           |
| Kourou                   | France     | 8          | 7      |        | 1               |           |
| Plateforme Ocean Odyssey | Norvège    | 2          | 2      |        |                 |           |
| Plessetsk                | Russie     | 22         | 22     |        |                 |           |
| Satish Dhawan            | Inde       | 2          | 1      |        | 1               |           |
| Svobodny                 | Russie     | 1          | 1      |        |                 |           |
| Tanegashima              | Japon      | 1          | 1      |        |                 |           |
| Vandenberg               | États-Unis | 5          | 4      | 1      |                 |           |

#### Par type d'orbite
| Orbite                 | Lancements | Succès | Échecs | Orbite atteinte involontairement | Remarques                                                                             |
| ---------------------- | ---------- | ------ | ------ | -------------------------------- | ------------------------------------------------------------------------------------- |
| Basse                  |            |        |        |                                  |                                                                                       |
| Moyenne                |            |        |        |                                  |                                                                                       |
| Haute                  |            |        |        |                                  | dont Molnia, orbite de transfert vers la Lune, orbite elliptique à forte excentricité |
| Géosynchrone/transfert |            |        |        |                                  |                                                                                       |
| Héliocentrique         |            |        |        |                                  | dont orbite de transfert interplanétaire                                              |

## Survols et contacts planétaires
| Date | Sonde spatiale | Événement | Remarque |
| ---- | -------------- | --------- | -------- |
|      |                |           |          |

### Sources
- (en) Jonathan McDowell, « Jonathan's Space Report », Jonathan's Space Page
- (en) Gunter Krebs, « Chronology of Space Launches », Gunter's Space Page
- (en) « SPACE FLIGHT 2001 - The Year in Review », NASA